# Eraser
Eraser – program przeznaczony do trwałego usuwania plików przez ich zamazanie, pracujący w środowisku Windows, wydany na licencji GPL. Trwale usuwa pliki przez ich wielokrotne nadpisanie wcześniej wybranym wzorcem. Pozwala nie tylko na zamazywanie plików na dyskach twardych, czy pamięciach flash, ale także na zamazywanie wolnej przestrzeni (co przydaje się w przypadku, gdy przez nieuwagę usuniemy dane w sposób standardowy zamiast za pomocą programu Eraser). Czynność ta przy dużych dyskach twardych trwa bardzo długo.

## Funkcje
- Eraser obsługuje trwałe usuwania plików za pomocą metody Gutmanna, metody DoD 5220.22-M (8-306./E i 8-306./E, C i E), metody Schneiera, nadpisywania liczbami pseudolosowymi i nadpisywania 2 KB z początku i końca pliku.

Od wersji 5.8.7 program dostępny jest także w wersji niewymagającej instalacji (ang. portable).